# Le Livre des Vins

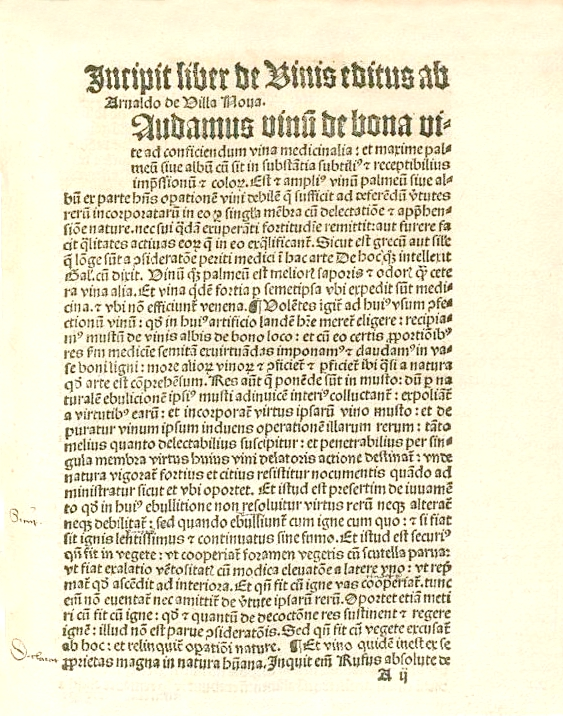
Incipit liber de vinis editus ab Arnaldo de Villa Noua. Laudamus vinum de bona rápidamente ad conficiendum vina medicinalia. Impresión (Leipzig, después de 1500)

El Libro de los vinos (Liber de vinis, abr. De vinis) es una selección de recetas de vinos medicinales del XIV. Recoge una tradición farmacológica gréco-latina antigua, enriquecida por la medicina de lengua árabe. El origen del texto se remontaría a un manuscrito latino de maestro Silvestre, escrito en algún momento entre los años 1322-1328. Fue sin embargo largamente atribuido al médico Catalán Arnau de Vilanova que profesó la medicina galénica en la Universidad de Montpellier a finales del siglo XIII y principios del XIV. El prestigio del médico aseguró un gran éxito hasta el Renacimiento.
La mayoría de las recetas del De vinis indican cómo elaborar un vino terapéutico a partir de plantas médicinales o especias, bien incorporándolas durante la fermetación de la uva o bien en una posterior decocción del vino. El resultado son vinos aromatizados a los que se atribuyen diferentes tipos de propiedades para conservar y mejorar la salud.
La elección de los ingredientes activos y las indicaciones terapéuticas está muy condicionado por la influencia de la medicina greco-romana antigua, revisada y ampliada por fuentes de la medicina árabe de la Edad Media. Es un testigo del giro radical en la historia de la farmacología y de la medicina europea que se operó en Salerno en los XI y XII, y que prosiguió luego en Montpellier, Bolonia y París. El De vinis atestigua también la técnica de destilación del vino, que permite producir alcohol y aguardientes de todo tipo.

## Atribución a Arnau de Vilanova
En 1504, el De vinis fue publicado en Lyon dentro de la Opera omnia de médico del XIII siglo Arnau de Vilanova, muerto en 1311. La reunión y atribución de todo el conjunto de textos se debe a la elección particular del editor, un médico genovés llamado Tommaso Murchi. Este conjunto de obras se perpetuó bajo la atribución arnaldiana durante los siguientes siglos, sin ningún otro tipo de juicio crítico. Respecto al De vinis, Hauréau en 1881, se sorprendió de que la dedicatoria del autor indique que se encontraba en África, un detalle ajeno a la biografía de Arnau. No obstante, no duda de la autoría, por encontrarla en casi todos los manuscritos más antiguos. Él cita varios documentos de la Biblioteca nacional de Francia, de las bibliotecas de Munich y de la biblioteca Bodleana de Oxford. Hauréau también dice que diferentes ediciones de los siglos XVI al XVII portan siempre el nombre de Arnau.

## Dudas
Las primeras dudas son argumentos sólidos sobre la atribución de la obra comenzaron a finales del XX entre los especialistas del corpus arnaldiano. En 1995, uno de los responsables de la edición crítica de Arnaldi de Villanova Opera Medica Omnia (AVOMO), J. A. Paniagua, califica el De vinis como una: «...œuvre de atribución dudosa sospechada de ser apócrifo». Las dudas son incrementadas por otros especialistas en la obra médica, como Michael McVaugh, que encuentra el De vinis lleno de discontinuidades y de inconsistencias respecto a la obra indiscutiblemente auténtica. Por ejemplo, el autor del De vinis cita autores que se no encuentran nunca en la abundante obra escrita de Arnau, como Macrobio, Rufus de Éfeso, Maimónides, Avenzoar. El autor del De vinis parece familiarizado con ciertas ideas de Arnau, pero no cita ninguna de sus obras, tal y como hacía el maestro de Montpellier. Otro detalle importante es que el De vinis reúne más de cincuentena de recetas de vinos terapéuticos, y resulta muy sorprende que una obra auténtica de tema similar como el Antidotarium, incluya todo tipo de infusiones y cocciones con gran cantidad de substancias, pero nunca en el vino. Michael McVaugh anota también una inconsistencia clave en el modo de hablar sobre el vino áureo en el de De vinis, cuyas propiedades son enormemente ensalzadas, en comparación con la terapéutica de Arnau de Vilanova, donde el oro apenas tiene un peso especial. El vino de oro según el De vinis está dotado de poderosísimas virtudes, como la de conservar la juventud asimilando el cuerpo humano la virtus mineralis. Sin embargo, si bien Arnau menciona en algún texto que el oro puede ser un medicamento benéfico para el corazón, de ninguna de las maneras lo pinta como la panacea descrita en De vinis.

## Nuevas hipótesis
Un estudio reciente (de 2013) de José Rodríguez Guerrero ha emprendido el análisis comparativo de una parte del centenar de copias manuscritas de De vinis del XIV. A las cuatro grandes familias de manuscritos dados por McVaugh, añade una quinta atribuida a Pedro Arnaldo (o Perarnau). Estas clases comienzan por los incipits siguientes :

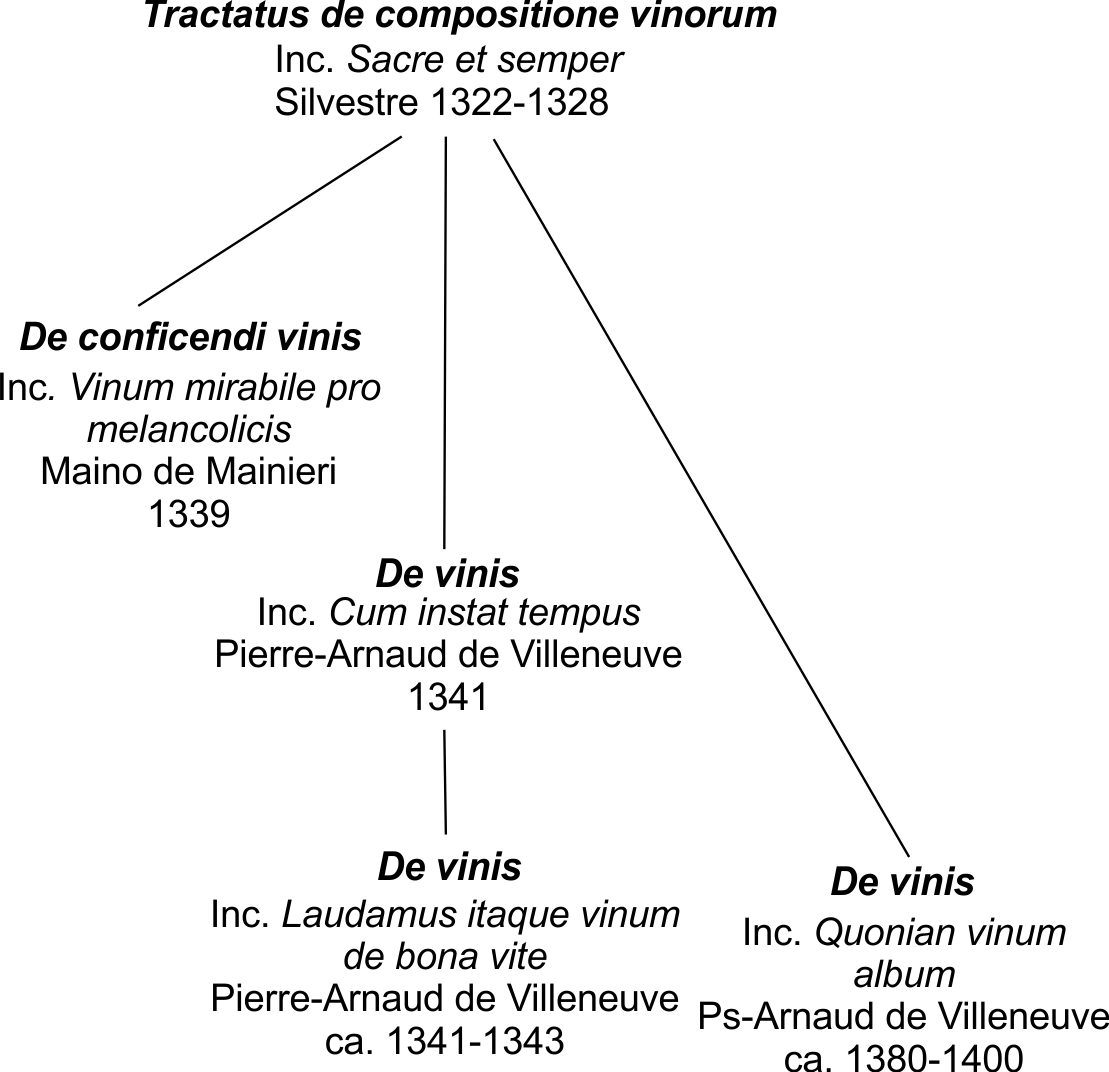
Tradición textual de las copias del manuscrito De vinis (versión simplificada tomada de de Rodrígez Guerrero)

1. Sacre et semper... más de 15 copias
2. Laudamus itaque vinum de bona vite... 15 copias
3. Quoniam [autem] vinum álbum... 20 copias
4. Vinum mirabile pro melancolicis... 22 copias
5. Cum instat tempus... 17 copias

En la quinta familia (inc: Cum instat tempus), el prólogo se atribuye explícitamente a Petro Arnaldi, y en el cuerpo del texto o el título, el autor está designado por Magistrum Arnaldum Villanova. Su nombre completo es Pedro Arnaldo de Vilanovan, un médico, cirujano de Montpellier, hasta ahora desconocido por los historiadores de la ciencia. Se dice nativo de Montpellier, donde habría empezado a ejercer desde los años 1320-1330, después en la corte pontificale de Aviñón desde 1341. Según Rodríguez Guerrero, este sería el autor del De vinis en su versión Cum instat tempus, pero también de otros textos a él atribuidos, como el De aqua vitae simplici y composita (1332-1333) o una versión del Flos florum (1351-1361).
En la primera clase de manuscritos (inc: Sacre et semper), ha encontrado copias bajo la autoría de un tal Sylvestre, quien dedica la obra a un rey francés. Por ejemplo, un manuscrito de la Universidad de Notre-Dame (Indiana), Tractatus de compositione vinorum <…> ad Carolum Francorum regem. Según Rodríguez Guerrero, este manuscrito es la versión de origen del De vinis y dataría años 1322-1328, ya que, teniendo en cuenta obras copias, logra identificar al rey como Carlos IV de Francia, que reinó de 1322 a 1328. Este tratado habría tenido cierto éxito en terapéutas de la región de Montpellier durante el segundo cuarto del XIV siglo. También logra demostrar que la primera asociación explícita del De vinis con el nombre de Arnau de Vilanova fecha de 1341, y sería el resultado de un plagio de Pedro Arnaldo de Vilanova. La integración del De vinis en las obras impresas de Arnau (Opera omnia) a partir del siglo XVI, perpetuará la tradición pseudoepigráfica.